# African Skies (Phil Cohran and Legacy)
African Skies è un album di Phil Cohran and Legacy, pubblicato nel 2010.
La sua composizione, così come la registrazione, risalgono al 1993. Lo stesso anno fu eseguito dagli stessi in concerto all'Adler Planetarium di Chicago.

## Tracce
1. Theme
2. White Nile
3. Cohran Blues
4. The Dogon
5. Sahara
6. Kalahari
7. Kilimanjaro
8. Blue Nile

## Formazione
- Kelan Phil Cohran - congas, flauto, chitarra, armonica, frankiphone, tromba, ukulele
- Aquilla Sadalla - clarinetto basso, flauto, chitarra, voce
- Malik Cohran - contrabbasso, flauto, chitarra
- Oscar Brown III - contrabbasso, piccolo string bass, flauto
- Josefe Marie Verna - arpa, flauto, trombone